# Islamitisch Andalusianisme
Islamitisch Andalusianisme is een stroming binnen het Andalusisch nationalisme dat pleit voor de wederopbouw van de Andalusische identiteit in Andalusië, dat wil zeggen voor het herstel van de verloren gegane islamitische traditie, en de oprichting van een onafhankelijke Andalusische staat.
Andalusianisme verscheen in de jaren tachtig van de 20ste eeuw in de Andalusische politieke arena, met de verschijning van Andalusische Bevrijding in 1985. Het is een beweging die verband houdt met het fenomeen van neoconversos, Spanjaarden (niet noodzakelijkerwijs Andalusiërs) bekeerd tot de islam die Andalusië beschouwen als hun spirituele thuisland en die handelen via culturele verenigingen zoals de Liga Morisca of de Fundación Islam en Al-Andalus.
Volgens de stellingen van deze beweging is de Andalusische identiteit, gekenmerkt door een open geest, universalisme en tolerantie, onverenigbaar met de racistische en Europese traditie van Spanje, aangezien de Moorse ondergrond van Andalusië haar uitsluit van de Spaanse identiteit. Dit antagonisme zou de onderdrukking van Andalusië sinds de Reconquista verklaren, een feit dat op zijn beurt het geringe succes van het Andalusianisme zou verklaren, aangezien vanwege het eeuwenlange katholieke fundamentalisme en culturele assimilatie dat Andalusië heeft geleden, anti-islamitische vooroordelen nog steeds in de samenleving zouden overleven.